# محمدحسن حبیبیان
محمدحسن حبیبیان فرمانده نظامی ایرانی است، که پیش‌تر ریاست سازمان حفاظت اطلاعات ارتش جمهوری اسلامی ایران را برعهده داشت.   وی از سال ۱۳۹۷ تاکنون به‌عنوان معاون هماهنگی آستان قدس رضوی فعالیت می‌کند.